# Robin Wood (scénariste)
Pour les articles homonymes, voir Robin Wood et Wood.
Robin Wood, né le 24 janvier 1944 à New Australia (Paraguay) et mort le 17 octobre 2021 à Asuncion, est un scénariste de bande dessinée paraguayen.

## Œuvre

### Albums
- Akim, Aventures et Voyages, collection Mon journal

348. Les Démons des ténèbres, scénario de Roberto Renzi et Robin Wood, dessins de Ricardo Villagrán et Augusto Pedrazza, 1974
351. La folle Bataille, scénario de Roberto Renzi et Robin Wood, dessins d'Augusto Pedrazza, 1974
533. Les Hommes-singes, scénario de Robin Wood, Tom Tully et Roberto Renzi, dessins d'Augusto Pedrazza, Alberto Salinas et Mike Western, 1981
537. La Savane tremblante, scénario de Robin Wood, Tom Tully et Roberto Renzi, dessins d'Augusto Pedrazza, Alberto Salinas et Mike Western, 1981
545. Le Dieu de la mort, scénario de Guy Lehideux, Robin Wood, Roberto Renzi et Tom Tully, dessins de Guy Lehideux, Augusto Pedrazza, Alberto Salinas et Mike Western, 1982
- Dago, scénario de Robin Wood, dessins de Carlos Gómez, Uchronia

1. Sur les rives du Tessin, 2008
3. Notre-Dame de Lausanne, 2010  (ISBN 978-88-905209-0-7)
- Ivanhoé, Aventures et Voyages, collection Mon Journal

193. La Marque du crime, scénario de Robin Wood, Jean Ollivier et Roger Lécureux, dessins de Ricardo Villagrán, Enzo Chiomenti et Otellio Scarpelli, 1982
- La Route de l'Ouest, Aventures et Voyages, collection Mon Journal

44. Je suis le vent, scénario de Robin Wood et Gino D'Antonio, dessins d'Arturo del Castillo, Renato Polese et Juan Dalfiume, 1978